# 横山やすし・西川きよし
横山やすし・西川きよし（よこやまやすし・にしかわきよし）は、横山やすしと西川きよしによる、かつて吉本興業に所属し活動していた漫才コンビ。司会者としても活動していた。
通称は「やすしきよし（やすし・きよし）」「やすきよ（やす・きよ）」など。また、その独特の形式とテンポを持った漫才（後述）を特に「やすきよ漫才」と呼ぶこともある。
当たりギャグは「怒るでしかし!」（やすし）、「小さな事からコツコツと」（きよし）。

## メンバー
- 横山やすし（1944年3月18日 - 1996年1月21日）（満51歳没）

主にボケ担当、立ち位置は向かって左。
- 西川きよし（1946年7月2日 - ）（79歳）

主にツッコミ担当、立ち位置は向かって右。
※共に高知県で生まれ、大阪府で育った。

## 概要

### コンビ略歴
コンビ解消を繰り返していたやすしが中山礼子・八多恵太の勧めで吉本新喜劇の役者だったきよしを誘い、1966年5月21日にコンビ結成。コンビとしての初舞台は同年6月1日の京都花月。1960年代の演芸ブームで世に出て人気者となる。その後1980年代に至るまでテレビ番組の司会などで活躍。1980年代初頭の漫才ブームでは東西のリーダー格として頂点に達した。
1986年、きよしが国会議員（参議院）に当選して以降は活動休止状態となった。コンビとしての最後のテレビ出演は、『MAGMA30』での「二府四県対抗なんでもコンテスト」の司会だった。一方、やすしは度重なる不祥事で活動機会が激減し、やがて吉本興業の専属契約を解除。これによってコンビは事実上の解散状態となった。再結成がないままやすしは1996年1月21日死去。きよしは2004年に参議院議員が任期満了となった後も、レギュラー番組を持つなど、第一線で活躍している。
きよしはやすし死去後、吉本興業の後輩で、漫才師の大平サブロー（元太平サブロー・シロー）扮する「やすし」とのコンビで「やすし・きよし」をエキシビジョン復活させた。このコンビはその後も、演芸関連の特別番組などで、不定期に活動をしている。他にきよしは「あの世から帰ってきた」という設定でCGによって再現されたやすし（声はサブロー）と漫才をしたこともある。

### 芸風
やすし・きよしの初期のネタは、やすしが漫才のネタの台本の半分以上を書き、きよしがそのネタに訂正を加える形で行われたという。当初はお互いがお互いを蹴飛ばしたり投げ飛ばしたりし、「黒い背広が（ホコリで）真っ白になった」というほどの激しい「暴力漫才」で名を売った。
また、ライバルを見て、秘策を考えるなど、コンビが成功するために数多くのチャレンジをしていった。「客を波打たせる」をキーワードに、動きのギャグを控えて言葉のギャグの比率を高め、芸にメリハリを付け、間断なく客を笑わせるための芸風の改良をおこなっていった。
やすし・きよしは両方ともボケ・ツッコミができ、漫才の流れによっては、やすしがボケてきよしがツッコミをしている時に、不意にきよしがボケてやすしがツッコむという局面がある。つまり、漫才中に役割（ポジション）が突如交代する。この当時新奇だった形式は「『ボケ』と『ツッコミ』を交互に入れ替える“型破り漫才”」と評された。
また、「やすきよ」の漫才で特徴的なのは、その絶大な人気と、伝説化したやすしという芸人の存在のみならず、ボケがシナリオを外しそれをツッコミが軌道修正してゆくという従来の役割を逆転させ、「一見ツッコミでありながらその実、漫才をリードしてゆくボケ」という手法がやすしによって確立されたところにある。この「リードするボケ」という観念は、漫才ブームの中でツービート、B&B、島田紳助・松本竜介などのフォロワーを生み、その後の漫才を活性化させた。
やすし・きよしのマネージャーを8年務めた木村政雄は、「やすし・きよしのお二人は、（「漫才ブーム前」と「ブーム後」という）2つの時代を橋渡しした、唯一無二の存在であったと言えるのではないでしょうか。51歳の若さで早逝されたやすしさんばかりが伝説化、神話化されているのに比して、70歳のリアルな姿を今も見せ続けなければいけないきよしが割に合わないと思います。」と評している。

## 出演
（コンビとしての出演のみを記載。個人での出演については、各人の項目を参照）

### テレビ
- ヤングおー!おー!（毎日放送）
- モーレツ!!しごき教室（毎日放送）
- サンデーお笑い生中継（毎日放送）
- 婚約診断スイッチON（毎日放送）
- やすきよの結婚します!（毎日放送）
- てなもんや三度笠（朝日放送） - 第297話 - 第309話（コンビとして）
- かねてつトップ寄席（朝日放送）
- 仁鶴・やすきよのただいま恋愛中（朝日放送）
  - やすしは初期のみ出演。のちに笑福亭仁鶴ときよしの2人司会となる。
- シャボン玉プレゼント（朝日放送）
- 夕焼け笑劇場 タックルでぶっ飛ばせ（朝日放送）
- プロポーズ大作戦（朝日放送）
- 満開!ピープルテレビ（朝日放送）
- 爆笑寄席（関西テレビ）
- 花王名人劇場（関西テレビ）
- 相性診断!あなたと私はピッタンコ（関西テレビ）
- お笑い金曜劇場（1966年10月7日、よみうりテレビ）－ テレビ初出演
- おや!おや?親子（よみうりテレビ）
- あの町この町評判家族（よみうりテレビ）
- お笑いネットワーク（よみうりテレビ）
- やすきよのスター爆笑Q&A（よみうりテレビ）
- やすきよの腕だめし運だめし（よみうりテレビ）
- おはよう!こどもショー（日本テレビ）
- テレビ三面記事 ウィークエンダー（日本テレビ）
- スター誕生!（日本テレビ）
- シャボン玉 歌まね合戦スターに挑戦!（日本テレビ）
- ミニミニ・バンバン（TBS）
- 初笑い!うるとら寄席（TBS）
- お茶の間寄席（フジテレビ）
- 初詣!爆笑ヒットパレード（フジテレビ）
- THE MANZAI（フジテレビ）
- 象印ライバル対抗大合戦!（テレビ朝日）
- やすきよ笑って日曜日（テレビ朝日）

### ラジオ
- やすし・きよしのお笑い編集室（MBSラジオ）
- やすきよのラッキートゥナイト（MBSラジオ）
- やすし・きよしの土曜だ12時だ（ラジオ大阪）

### 映画
- 透明剣士（大映）
- あゝ独身（大映）
- ヤングおー!おー!日本のジョウシキでーす!（東映）
- じゃりン子チエ（東宝）声の出演：アントニオ／アントニオJr（やすし）、小鉄（きよし）※予告編のナレーションも、2人で担当

### CM
- 南紀 白浜（1970年）
- 徳島製粉 金ちゃんヌードル ほか（1980年代。個人としての出演もあり）
- 日本国有鉄道（現・JR） トクトクきっぷ（1984年）
- バイエル薬品 スコーピオ（1985年）
- 明治製菓（現・明治） ラッキースティックチョコレート（1985年）
- チェスコム